# Kay Miniver

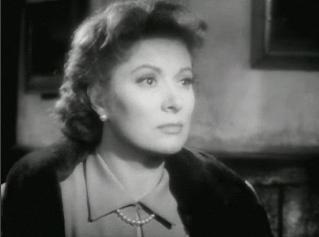
Actrice Greer Garson als Kay Miniver in The Miniver Story (1950)

Kay Miniver, ook wel Mevrouw Miniver genoemd, is de protagoniste uit het boek Mrs. Miniver van Jan Struther en de daarop gebaseerde verfilmingen.

## Levensloop

### Mrs. Miniver
Kay Miniver is de Britse echtgenote van Clem Miniver, met wie ze drie kinderen heeft: Vin, Judy en Toby. Ze wordt ook wel beschreven als de perfecte huisvrouw, die geniet van het leven in haar huis in een dorp vlak buiten Londen. De lezer/kijker volgt haar leven in de periode dat de Tweede Wereldoorlog dreigt uit te breken. Ze is dolblij voor haar oudste zoon, de student Vin, die zojuist aristocrate Carol Beldon ten huwelijk heeft gevraagd. Als de mannen weggaan om in dienst te gaan bij het leger, blijft Kay alleen achter in het dorpje. 
Op een dag treft ze een gewonde soldaat aan, die een Duitser blijkt te zijn. Ze weet niet wat ze moet doen en besluit hem uiteindelijk te verzorgen, voordat ze de politie belt. Vlak voor zijn arrestatie, maakt hij haar kwaad door te zeggen dat Engeland zeer spoedig een nederlaag tegemoet zal gaan. Niet veel later wordt het dorp aangevallen door Duitse vliegtuigen, die overal bommen laten vallen. Kay vlucht samen met Clem, Judy en Toby naar de schuilkelder, waar ze vrezen voor hun leven. Hoewel ze zich realiseren dat hun huis ook wordt gebombardeerd, proberen ze kalm te blijven.
Tussen al de rampen van de oorlog door, wordt er ook een bloemenwedstrijd georganiseerd. Kay komt in opstand als de jury de voorkeur geeft aan de bloemen van een rijke aristocrate boven die van een armoedzaaier, terwijl de bloemen van de armoedige man volgens het merendeel van het publiek mooier zijn. Zijn bloemstuk wordt uiteindelijk naar de moedige Kay vernoemd en krijgt de titel 'Mrs. Miniver'. De wedstrijd wordt onderbroken door allesverwoestende bombardementen, waarbij veel inwoners, inclusief Carol om het leven komen. Desondanks weigert de familie de moed op te geven.

### The Miniver Story
Het verhaal begint in 1945, als de Tweede Wereldoorlog onlangs tot een einde is gekomen. De familie Miniver was ten tijde van de oorlog van elkaar gescheiden, maar wordt nu met elkaar herenigd. Tijdens de afwezigheid van Clem wordt Kay regelmatig verleid door commandant Spike Romway, maar ze ging niet in op zijn avances. Er komt een einde aan haar geluk als ze te horen krijgt een fatale ziekte te hebben. De dokter voorspelt dat ze niet langer dan zes maanden tot een jaar te leven heeft. Ze probeert regelmatig het nieuws te vertellen aan haar familie, maar durft het niet te zeggen.
Ondertussen maakt ze zich ernstig zorgen om haar inmiddels volwassen dochter Judy, die van plan is te trouwen met de veel oudere Steve Brunswick. Ze ziet haar dochter veel liever trouwen met buurjongen Tom Foley, maar kan haar dochter er niet van overtuigen. Na haar ontmoeting met Steve, komt ze tot de conclusie dat hij nog steeds houdt van zijn vrouw, een pianiste. Ze vertelt hem dat Judy nooit dezelfde smaak in kunst en muziek kan tonen, waarop Steve de relatie besluit te verbreken. Judy is razend op haar moeder en geeft haar de schuld. Toch leggen ze uiteindelijk de ruzie bij en trouwt Judy uiteindelijk met Tom.
Als Kay de familie op de hoogte brengt van haar familie, is het Clem die volledig instort. Ze sterft nog diezelfde winter, vlak na de bruiloft van Judy en Tom.

## Achtergrond
Het personage werd geïntroduceerd in het boek Mrs. Miniver. Het zeer succesvolle boek werd gepubliceerd in 1939, vlak nadat de oorlog was uitgebroken. Het resulteerde in een gelijknamige verfilming in 1942, waarin actrice Greer Garson het personage vertolkte. Dit deed ze ook in het vervolgdeel, The Miniver Story (1950). De film uit 1942 werd een enorm succes en leverde Garson een Academy Award voor Beste Actrice op. Het vervolg, waar schrijver Struthers niet aan verbonden was, deed het minder goed. In 1960 werd ook nog een televisiefilmversie uitgebracht, met Maureen O'Hara als Kay Miniver.